# Tatarisch-Islamischer Friedhof (Warschau)

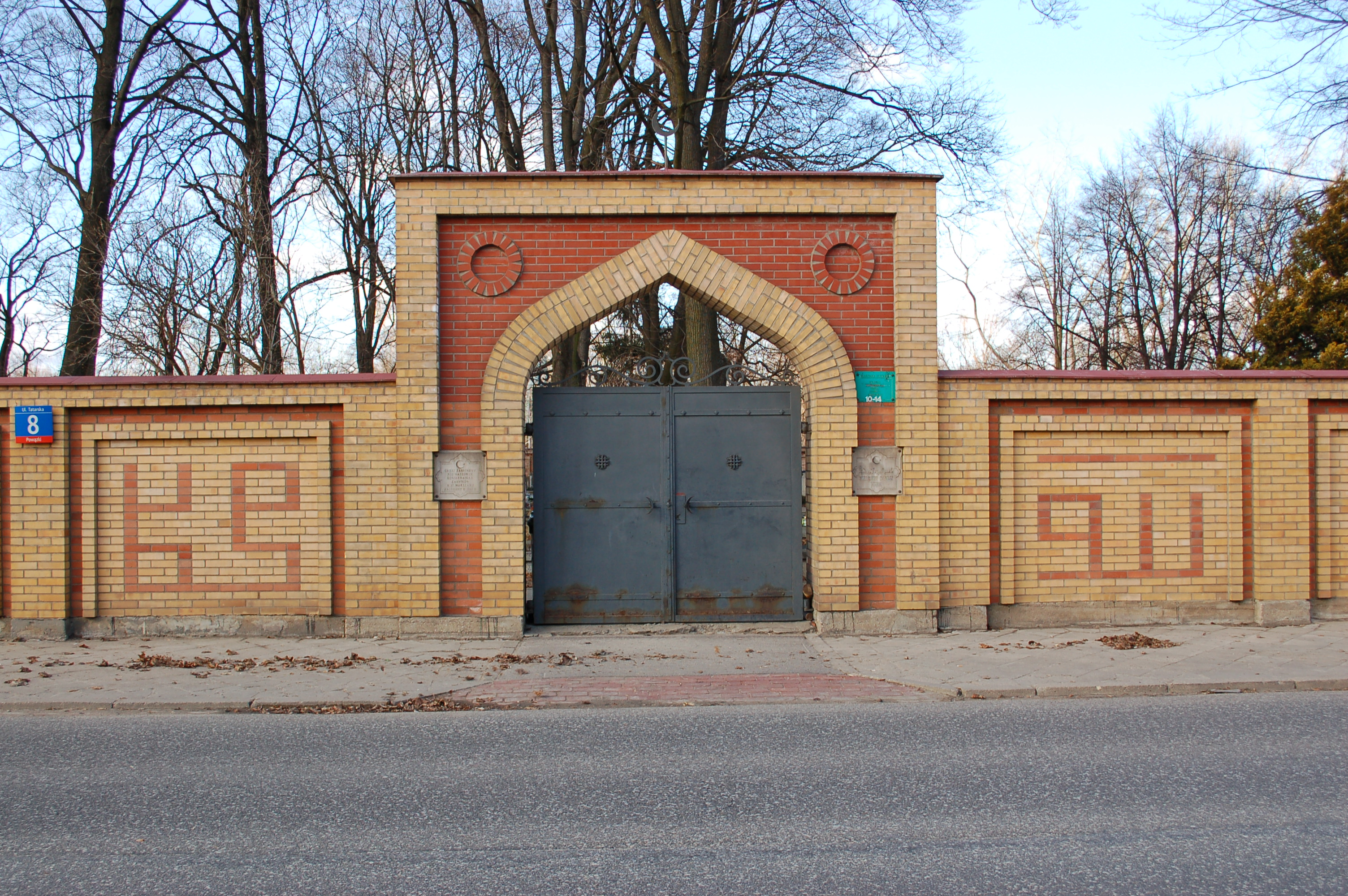
Eingangstor zum Friedhof an der Ulica Tatarska

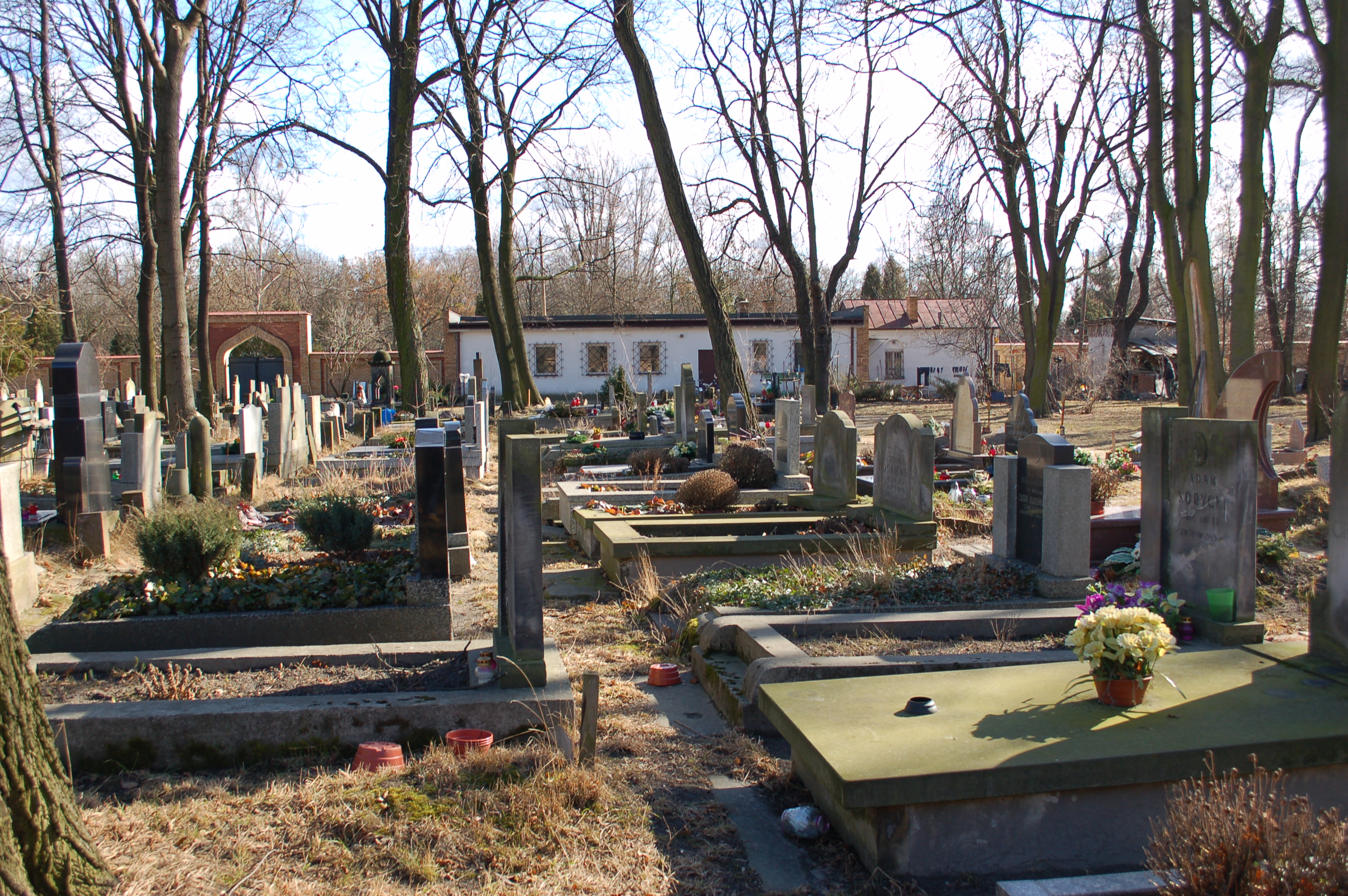

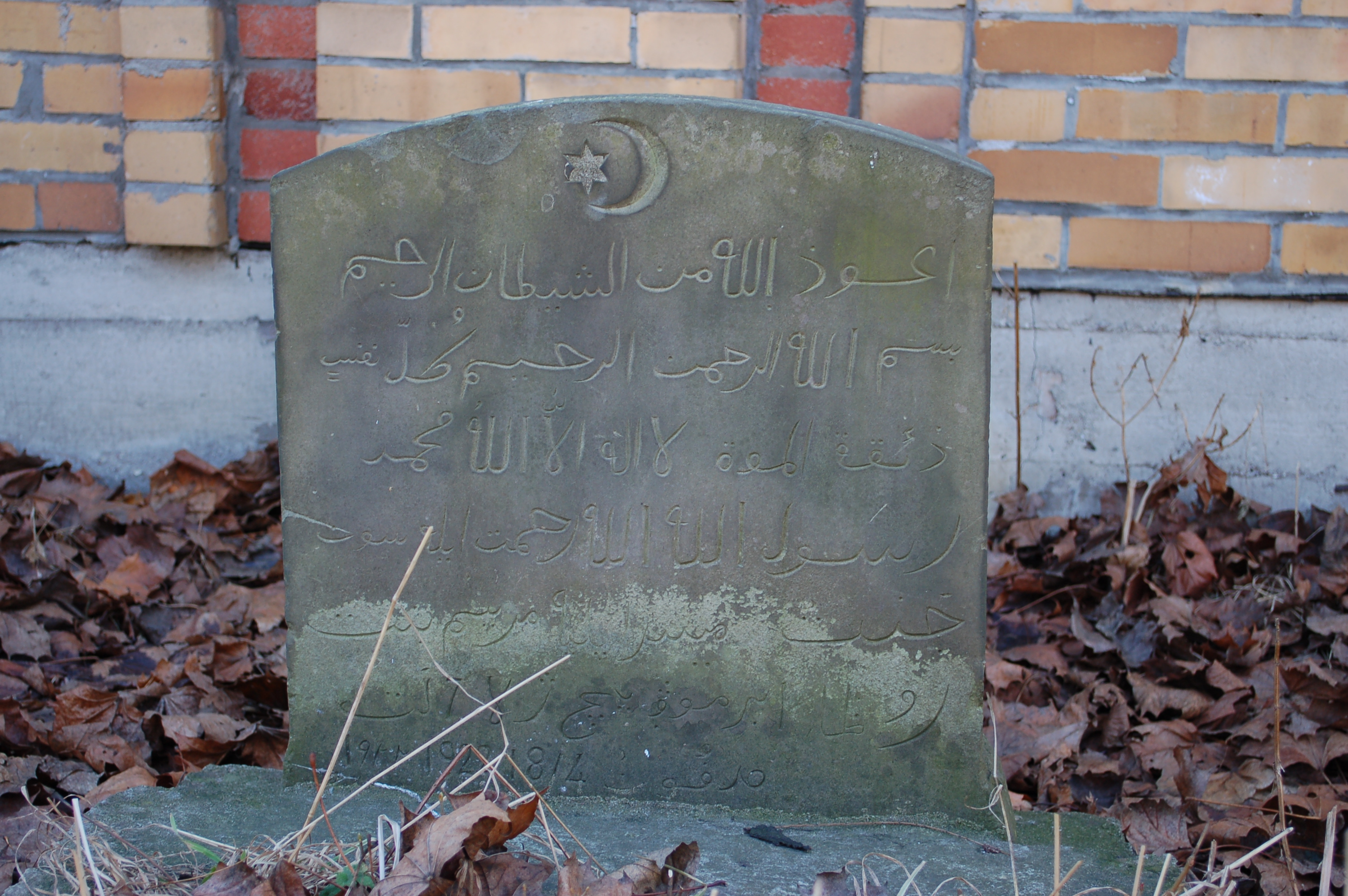

Der Tatarisch-Islamische Friedhof (auch Muslimischer Tatarenfriedhof genannt, polnisch: Muzułmański Cmentarz Tatarski) in Warschau ist eine historische, noch genutzte islamische Begräbnisstätte an der Ulica Tatarska 8 im Stadtbezirk Wola. Der kleine Friedhof liegt in unmittelbarer Nähe des katholischen Powązki-Friedhofs, des Jüdischen Friedhofs und des Evangelisch-Augsburgischen Friedhofs.

## Geschichte
Der Friedhof wurde 1867 infolge von Platzmangel auf dem älteren Kaukasisch-Islamischen Friedhof in der nahegelegenen Ulica Młynarskia auf Initiative des Warschauer Imams Seifetdin Chosianow Sinnajew gegründet. Zunächst nur auf einer Fläche von 5.000 Quadratmeter angelegt, verfügt er heute über eine Größe von einem Hektar. Bis zum Ende des Ersten Weltkriegs wurden hier vor allem Moslems aus der russischen Armee Kongresspolens  beerdigt, später erfolgte zunehmend die Bestattung von polonisierten Tataren aus dem Großfürstentum Litauen – weshalb er die Bezeichnung als Tataren-Friedhof erhielt. Neben Gräbern von Offizieren finden sich hier also auch viele von Kaufleuten und Handwerkern.
Der Friedhof wurde im Zweiten Weltkrieg mehrfach Schauplatz von Kämpfen und entsprechend zerstört: 1942 versteckten deutsche Truppen hier Panzer und andere Militärfahrzeuge vor sowjetischen Fliegerangriffen. Und während des Warschauer Aufstandes lieferten sich Aufständische hier schwere Gefechte mit deutschen Einheiten.
Am 7. Dezember 1984 wurde die Anlage unter Aufsicht des Denkmalschutzamtes (Wojewódzki konserwator zabytków) gestellt. Betreut wird die Anlage vom Verband der Tataren in der Republik Polen (Związek Tatarów Rceczypospolitej Polskiej).

## Gräber
Zu den bis heute erhaltenen, teilweise mit türkischen, arabischen und persischen Inschriften versehenen Grabmälern gehören die Gräber von Alexander Achmatowicz (Rechtsanwalt und Senator der Zweiten Polnischen Republik in den Jahren 1928 bis 1930), Osman Achmatowicz (Chemiker und Professor der Universität Warschau), Bekier Eksanow (Imam der islamischen Gemeinde von Warschau) und Jerzy Edigey (Rechtsanwalt und Autor mehrerer polnischer Kriminalromane).
Auf dem Friedhof sind weitere bedeutende polnische Muslime begraben:
- Zeryf Eksanow († 1951), Warschauer Imam
- Veli bek Jedigar († 1971), Prinz aus Aserbaidschan, Kavallerieoffizier der polnischen Armee
- Aleksander Jeljaszewicz († 1978), Offizier, letzter Chef der 1. Tatarenschwadron des 13. Regiments der Wilno-Ulanen, Träger des Ordens Virtuti Militari
- Safar-Bek Malsag († 1944), General
- Konstanty Murza-Murzicz († 1953), Anwalt und Richter
- Rustym Murza-Murzicz († 1980), Veterinärarzt,  Offizier der 1. Tatarenschwadron des 13. Regiments der Wilno-Ulanen, Träger des Ordens Virtuti Militari
- Bekir Rodkiewicz († 1987), Imam
- Jakub Romanowicz († 1964), stellvertretender Mufti Polens in der Zwischenkriegszeit

Auf dem Friedhof steht auch ein Grabstein in der Form eines Minaretts für Abdul Halik Usmi, der am 13. März 1932 im Alter von 29 Jahren starb. Zeitgenössischem Klatsch zufolge war Usmi ein glühender Verehrer der Schauspielerin Jadwiga Smosarska, für die er seine islamische Verlobte verließ. Smosarska erwiderte seine Liebe jedoch nicht, woraufhin er sich erschossen haben soll. In den 1960er Jahren besuchte Smosarska sein Grab und legte dort Blumen nieder.